# 베키 지
리베카 메리 고메즈(Rebbeca Marie Gomez, 1997년 3월 2일 ~ )는 베키 G(Becky G)라는 이름으로 잘 알려진 미국의 가수, 작곡가, 배우이다.
베키는 커버 송을 인터넷에 올리기 시작하면서 2011년부터 이름을 알려 나갔다. 그러던 중 닥터 루크의 눈에 들게 되었고, 이후 RCA 레코드와 계약을 맺게 되었다. 2013년 데뷔 싱글 "Becky from the Block"과 데뷔 EP Play It Again 을 발매했다. 2014년 싱글 "Shower"가 빌보드 핫 100 20위권 내에 드는 등 성공을 거두면서 대대적으로 이름을 알리게 되었다.
2016년, 첫 스페인어 싱글 "Sola"를 발매하면서 라틴 음악계까지 활동 폭을 넓혔다. 2017년 7월 발매된 배드 바니와의 합작 싱글 "Mayores"는 빌보드 핫 라틴 송 차트 3위를 했으며, 스페인, 에콰도르, 칠레, 엘 살바도르 차트에서도 10위권 내에 드는 좋은 성적을 거두면서 라틴 음악계에서도 성공을 맛보게 되었다. 2018년 4월 발매된 나티 나타샤와의 합작 싱글 "Sin Pijama"는 빌보드 핫 라틴 송 차트 5위, 스페인 싱글 차트 1위를 기록했다.

## 음반 목록

### 정규 음반
- Mala Santa (2019)
- Esquemas (2022)

### EP
- Play It Again (2013)

## 출연 작품
- 파워레인져스: 더 비기닝 (2017)
- 몬스터 하우스 (2018)
- 액슬 (2018)

## 투어
- 베키 지 투어 (2019)

## 수상 및 후보
| 시상식               | 연도 | 후보      | 부문                        | 결과 | 각주  |
| -------------------- | ---- | --------- | --------------------------- | ---- | ----- |
| 아메리칸 뮤직 어워드 | 2020 | 베키 지   | 페이버릿 여성 라틴 아티스트 | 수상 | [ 1 ] |
| 아메리칸 뮤직 어워드 | 2021 | 베키 지   | 페이버릿 여성 라틴 아티스트 | 수상 | [ 2 ] |
| 빌보드 뮤직 어워드   | 2018 | "Mayores" | 탑 라틴 노래                | 후보 | [ 3 ] |